# 击穿电压
擊穿電壓，是使某一絕緣介質在一段時間內成為導體所需加入的電壓的最低值。當加於某一絕緣介質的電壓足够高時，這時該絕緣介質便會發生電擊穿，使電流可以通過。

## 絕緣介質的擊穿電壓
一股突發的電流可以永久地轉變固態絕緣體中的分子結構，從而於物質中產生一道較易導電的路徑。而一種絕緣體的擊穿電壓並不是絕對數值，而是通過統計得出的約數。因此，人們經常會取一個比擊穿電壓低的值來確保絕緣體被擊穿的機率在安全範圍之內。
擊穿電壓有兩種量度方法，分別是交流電的擊穿電壓和衝擊擊穿電壓。交流電會採用家用交流電的頻率（多數為50Hz或60Hz）。衝擊擊穿電壓是模仿絕緣被雷電擊中時的情況，波幅會在1.2微秒內達至90%，在50微秒後會降至50%。此外，ASTM為擊穿電壓的試驗提供兩種技術標準：ASTM D1816和ASTM D3300。
在標準條件下，氣體為絕緣性非常高的物料，需要非常高的電壓才可擊穿（如閃電）。气体的击穿电压由帕邢定律决定。而局部真空可降低擊穿電壓：
{\displaystyle V_{\mathrm {b} }={\frac {Bpd}{\ln Apd-\ln(\ln(1+{\frac {1}{\gamma _{\mathrm {se} }}}))}}}
其中{\displaystyle V_{\mathrm {b} }}為直流電的擊穿電壓。{\displaystyle A}和{\displaystyle B}是取決於周邊空氣的常数數值,{\displaystyle p}代表周圍空氣的壓強。{\displaystyle d}是電極的距離。{\displaystyle \gamma _{\mathrm {se} }}是二次電子發射係數。
此特性可應用於微處理器之中，但亦能造成電器的短路。

## 二極體的擊穿電壓

二極體的電流-電壓圖

二極體的擊穿電壓是指二極體反向導電的最小反向電壓。反向電壓可以擊穿二極體，但如電流不大，反向導電是不會對二極體造成傷害的。事實上，齊納二極體就是利用擊穿效應穏定電壓。

## 另見
- 突崩潰